# Seminario di Bayeux
L'antico seminario di Bayeux, oggi denominato «Centro Guglielmo il Conquistatore», è un monumento situato nel centro di Bayeux, in Francia. Esso ospita ed espone il famoso Arazzo di Bayeux.

## Localizzazione
Il seminario si trova nel dipartimento francese del Calvados, nel centro-città di Bayeux, sulla riva destra del l'Aure.

## Storia
L'antico seminario e le sue dipendenze occupano una superficie al suolo di 5000 m2 (ai quali si aggiungevano originariamente importanti giardini sul suo lato nord). Fu edificato alla fine del XVII secolo in sostituzione dell'antico priorato dei canonici regolari di Sant'Agostino, ai quali fu affidata nel XIII secolo la gestione dell'Hôtel-Dieu. Esonerati da questa mansione dal vescovo di Bayeux, i religiosi tennero l'utilizzo del loro priorato fino al 1675, data in cui l'ultimo priore rassegnò le sue dimissioni nelle mani di monsignor François de Nesmond, vescovo di Bayeux (1662-1715). Questi allora trasferì i beni del priorato al seminario da poco fondato grazie alle liberalità del canonico della cattedrale Gilles Buhot.
François de Nesmond pose, nel 1693, la prima pietra dell'edificio, allora limitato alla struttura a ferro di cavallo che si sviluppava attorno a una vasta terrazza. L'architetto ha sfruttato un'inclinazione naturale del terreno, permettendo al fabbricato di sovrastare una corte quadrangolare interamente circondata da un muro di cinta interrotto lungo l'asse dell'edificio da un portale monumentale.
Il seminario ha una monumentalità e un ordine di stile classico, adatti per sobrietà allo spirito che animava la Controriforma. Esso possiede tre livelli coronati di coperture i cui abbaini si alternano al ritmo dei vani. Ciò è sottolineato sulle facciate dal prolungamento in pietra da taglio degli stipiti delle aperture che corrono dalla cornice sull'insieme dei piani superiori, essendo questi ultimi frammezzati da un cornicione che segna chiaramente ogni piano.
Il corpo principale possiede un padiglione centrale in un leggerissimo dislivello, coronato da un livello di attico in muratura inquadrato da volute e sostenente un frontone senza ornamenti. Al piano-terra, l'inquadramento a sbalzo dell'apertura centrale che contiene la porta d'ingresso, è abbellito da pilastri portanti un frontone aggettante ornato con le arme del vescovo.
Il seminario, affidato sotto l'Ancien Régime ai lazzaristi, chiuse le porte nel 1792. Fu ristabilito nelle sue funzioni nel 1806, divenendo oggetto di restauri iniziati sotto l'episcopato di Mons. Brault (1802-1817) e d'ingrandimenti sotto l'episcopato di Mons. Dancel (1827-1836) con l'immagine dell'ala sud che si trova di fronte alla cappella medievale. Requisito durante l'occupazione tedesca, il 26 giugno 1944 fu posto a disposizione delle autorità della Francia libera (Missione militare di collegamento amministrativo) e accolse a fine luglio un ospedale provvisorio battezzato  « ospedale militare Robert-Lion » in onore del medico del 1º battaglione commandos di fucilieri di marina (o commando Kieffer), morto il 6 giugno 1944, al momento dello sbarco in Normandia. Terminata la guerra, esso ridivenne il luogo di formazione dei futuri preti della Diocesi di Bayeux e Lisieux e ciò fino al 1969, quando il seminario fu trasferito a Caen.
La cappella, ultima vestigia del priorato originale (XIII secolo), è stata classificata tra i monumenti storici di Francia nel 1862. Le facciate, i tetti dell'edificio della fine del XVIII secolo e la sua scalinata monumentale interna in legno con la sua rampa a balaustra, sono iscritti dal 26 maggio 1977.
Dopo un decennio di stato d'abbandono, l'antico seminario fu acquisito dalla città di Bayeux: furono allora intrapresi importanti lavori per trasferirvi la biblioteca municipale e il museo dell'arazzo di Bayeux, che aprirono le loro porte al pubblico nel 1983. Oggi, è interamente destinato alla presentazione del tesoro medievale all'interno di una galleria a forma di U specialmente predisposta a questo scopo.
Con un numero di visitatori per anno che va da 350 000 a 400 000, il museo figura tra i siti turistici del Calvados più visitati,  dietro le spiagge dello sbarco alleato in Normandia (il cui centinaio di luoghi della memoria repertoriati attirano ogni anno 5 milioni di visitatori) ma che formano un'attrattiva quasi eguale al Memoriale di Caen.